# Godolphin House
Godolphin House est un manoir et un domaine, propriétés du National Trust situés à Godolphin Cross, 7 km au nord-ouest de Helston en Cornouailles, en Angleterre. La maison est un bâtiment classé Grade I.

## Histoire
Le domaine est l'ancien siège des ducs de Leeds et des comtes de Godolphin. Il contient un manoir Tudor/Stuart classé Grade I, avec des jardins à la française (datant d'environ 1500) et des écuries élisabéthaines (vers 1600). La maison actuelle est le vestige d'un plus grand manoir. À partir de 1786, il appartient aux ducs de Leeds qui n'y vivent pas. En 1920, le 10e duc de Leeds le vend au locataire en place, Peter Quintrell Treloar. Après la mort de Treloar en 1922, l'année suivante, sa femme le vend à James Penna, un ingénieur agronome. James Penna est décédé en 1926 et son fils James Henry Penna hérite de la maison et du domaine et y vit jusqu'à sa mort en 1935. En 1935, il est vendu à CB Stevens, un homme de la région, mais il vend ensuite la maison et le domaine à l'artiste Walter Elmer Schofield (en) et à sa famille en 1937. Sydney, le fils de l'architecte de Schofield, restaure le manoir et le reçoit de ses parents comme cadeau de mariage. En 2000, Mary Schofield, veuve de Sydney, vend l'ensemble du domaine au National Trust, puis en 2007, elle vend la maison, les jardins et la cour de ferme au National Trust.
Le National Trust réalise un important projet de conservation de l'architecture de la North Range (la façade historique) pour éviter qu'elle ne se dégrade et ne s'effondre davantage. Le domaine mesure 550 acres (222,5771031 ha) et comprend Godolphin Hill qui offre une vue sur l'ouest des Cornouailles. Plus de quatre cents éléments archéologiques enregistrés vont des enceintes de l'âge du bronze aux bâtiments miniers du XIXe siècle.
Le gros village de Godolphin Cross (parfois Crossroads), dans la paroisse de Breage, jouxte le domaine à l'est.

## Maison et jardins
La maison est accessible par le nord et se compose de trois ailes autour d'une cour carrée et du mur avant d'un autre bâtiment du côté sud. Les bâtiments principaux se trouvaient à l'origine au sud de celle-ci, avec deux ailes en saillie. Il reste une pièce du XVIe siècle dans l'aile est ; il y a des panneaux en lin plié. En face du hall se trouve l'aile jacobéenne ; le côté nord est crénelé et présente au rez-de-chaussée une loggia de sept travées. Les caractéristiques stylistiques semblent ici dater du milieu du XVIIe siècle et suggèrent que la date acceptée pour la maison après 1712 est très improbable.   